# Francouzské okno

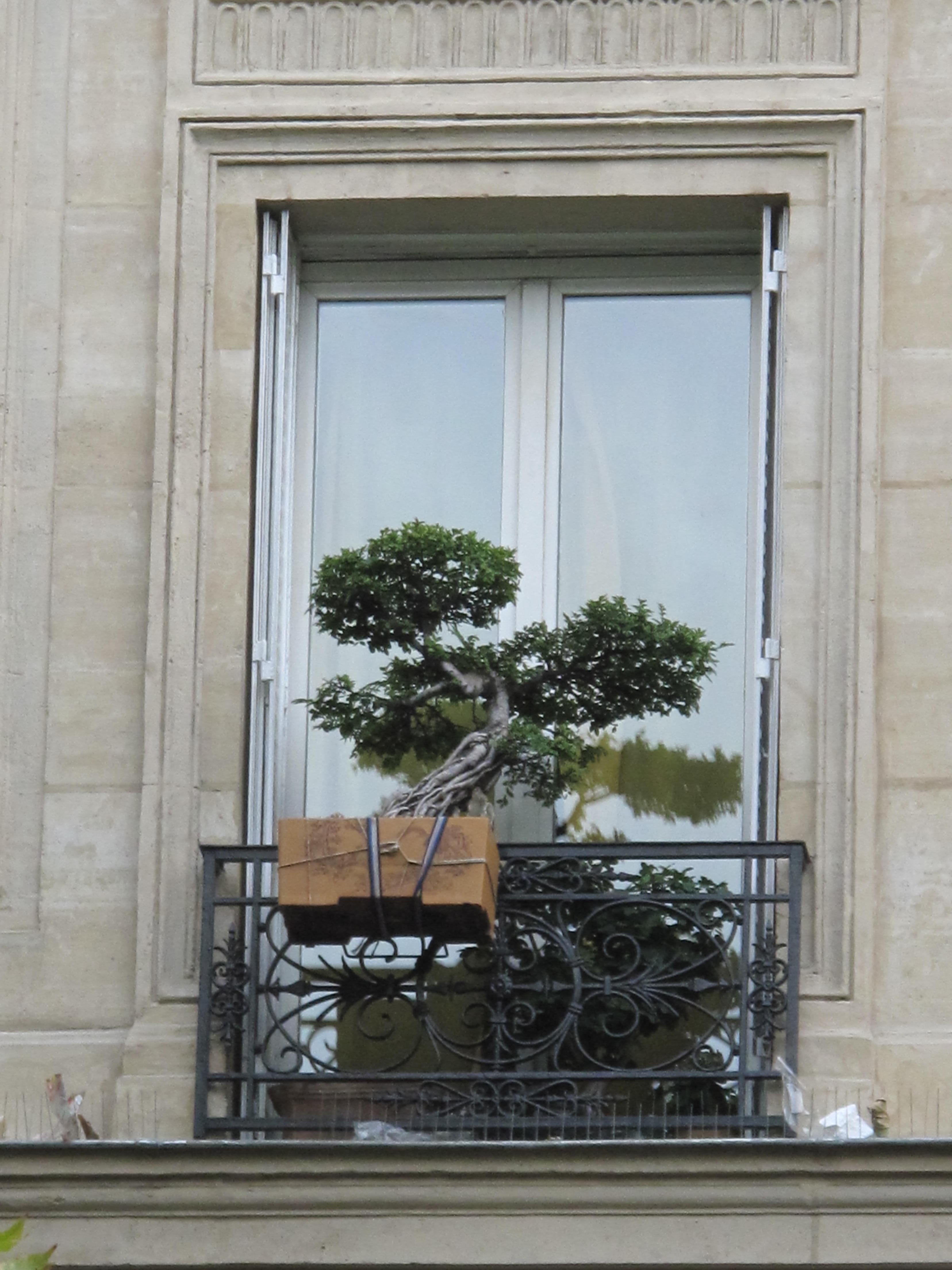
Francouzské okno v Paříži

Francouzské okno je velké okno, jehož spodní hrana je totožná s podlahou, čímž se odlišuje od klasických oken, která mají spodní hranu asi 80 centimetrů nad podlahou místnosti. Na francouzská okna často navazuje terasa či zahrada nebo lodžie, případně balkon. S ohledem na svoji velikost zajišťují dobrý výhled, ale také lepší přísun světla oproti oknům klasickým. V chladnějších měsících navíc stačí pro dostatečné vyvětrání místnosti otevření okna po kratší dobu, neboť se s ohledem na jeho velikost vzduch v místnosti rychleji vymění.
Naproti tomu nevýhodou těchto oken je skutečnost, že jejich velkou plochou uniká výrazný podíl energie (přes skla se ztratí až její jedna třetina). Je proto třeba volit vhodné tepelně izolační vlastnosti francouzských oken. Pokud jsou tato okna navíc umístěna na západní nebo jižní straně, dosahují teploty uvnitř v místnosti i o deset stupňů více, než je teplota venkovní. Na to je třeba si dávat pozor zvláště v letních vedrech. Proti takovému nárůstu teplot je možné se bránit zastíněním oken. Větší rozměry francouzských oken znamenají i jejich větší hmotnost, zvláště, jsou-li do nich zabudována izolační trojskla. Velká okna je navíc třeba vhodně zabezpečit proti vloupání.